# سرویوس تولیوس

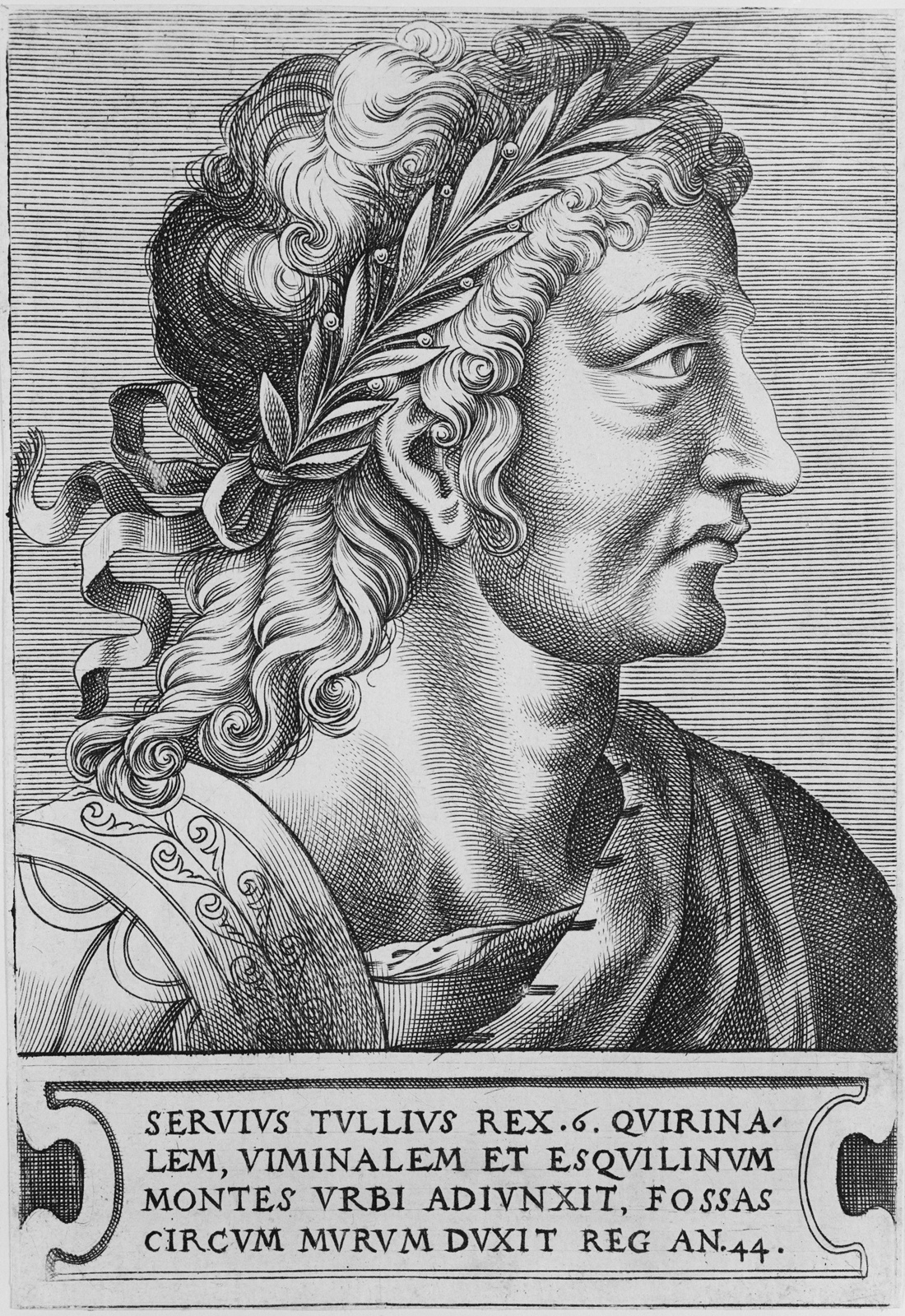
سرویوس تولیوس

بر طبق روایات و افسانه‌های سنتی روم، سرویوس تولیوس، ششمین پادشاه از پادشاهان روم باستان، و همچنین دومین شهریار از سلسله اتروسک بود و در فاصله سالهای ۵۷۸ تا ۵۳۵ پیش از میلاد فرمانروایی می‌کرد. منابع یونانی و رومی ریشه و اصل و نسب وی را از نژادی پَست و از بردگان توصیف می‌کنند و بعد به ازدواج او با دختر لوسیوس تارکوئینوس پریسکوس اشاره می‌کنند، که نخستین پادشاه اتروسکی رم بود؛ و در سال ۵۷۹ پیش از میلاد، ترور شد. گفته می‌شود که سرویوس تولیوس اولین پادشاه روم بود که بدون اینکه از سوی مجلس سنا انتخاب شده باشد، توانست به تخت شاهی تکیه یزند، چراکه وی، تاج و تخت را با تدبیر مادر یا مادر همسرش، ملکه تاناکوئیل، تصاحب نمود.

## افسانه‌های تولد
دربارهٔ جانشینان رمولوس، داستان‌هایی عجیب و خارق‌العاده گفته می‌شد. از جمله گفته می‌شد که سرویوس تولیوس، پسر یک کنیز [کنیزی از کنیزان ملکه تاناکویل] بوده و همچنین یکی از خدایان اجاق یا آتشدان خانگی به‌شمار می‌آمده، که به شکل یک فالوس (آلت مردی)، از میان اخگرهای اجاق بیرون آمده بود.
این افسانه در منابع دیگر، به گونه‌ای واضحتر و مشروحتر، چنین نقل شده است:
ذات یکی از لارس (لارها)، یک فالوس یا آلت مردی بود. این فالوس که در درون زغال یک اجاق یا آتشدان خانگی قرار داشت، از اجاق خارج شد و با یکی از کنیزان ملکه تاناکوئیل که همسر شهریار تارکوین [= تارکوینیوس]، که پاسدار آتش بود، نزدیکی جنسی کرد. بر اثر این نزدیکی، پسری زاده شد که سرویوس تولیوس نام گرفت و به شهریاری دست یافت. درون مایهٔ این افسانهٔ تاریخی، راهبردی به توان بالقوهٔ آتش است.
یک روز که کنیزِ تاناکویل، کنار آتش نشسته بود، فالوسی که از خاکستر شکل گرفته بود، باوی درآمیخت و از او پسری به دنیا آمد که بعدها همانا سرویوس شهریار شد.
روایتی هم هست که ولکان را پدر شهریار افسانه‌ای، سرویوس تولیوس به‌شمار می‌آورد. در این روایت ولکان را، کاکوس یا پدر کاکولوس خوانده‌اند.

## شرح
از دوران معاصر سرویوس تولیوس، هیچ کتیبه و سندی که وجود او را گواهی دهد، وجود ندارد. در روایات و افسانه‌های سنتی اعصار بعد، اوصافی از تولد وی موجود است که از اصل و نسب پست و حقیر و نوکرانه او خبر می‌دهند و از بسیاری از آن‌ها نیز این مفهوم برداشت می‌شود که پدر وی یک ایزد بوده است. لیوی این فرض را مسلّم می‌شمارد که مادر سرویوس تولیوس، یک شاهزاده خانم اسیر لاتینی بوده که توسط رومی‌ها به کنیزی گرفته شده است، و پس از اینکه حلقه‌ای آتشین در اطراف سر کودک او دیده می‌شود، این کودک به عنوان پادشاه آینده رم برگزیده می‌شود. به نظر می‌رسد که امپراتور کلودیوس، چنین ریشه‌ای را تخفیف و تنزیل داده و آن را همانند افسانه شمرده است و در توصیف دیگری او را یکی از مزدورانی تلقی کرده که در اصل اتروسکی بوده‌اند و برای کالیوس ویبنا جنگیده‌اند.

## یادگارها
مورخان روم و یونان باستان، سرویوس را یکی از برجسته‌ترین و شاخص‌ترین حامیان سلطنتی رم به‌شمار آورده‌اند که اصلاحات و موسسات زیربنایی ساخته شده توسط او، زمینه‌های بنای دولت جمهوری روم را فراهم کرده است. این مورخان همچنین به لحاظ موفقیت‌های نظامی سرویوس علیه ویی‌ها و اتروسکی‌ها، به وی اعتبار می‌بخشند و از اصلاحات اجتماعی، اداری، نظامی، سیاسی و مذهبی او، سخن می‌گویند و پروژه‌های ساختمانی بنا شده توسط او و همین‌طور گسترش و توسعه شهر رم، که شامل ساخت ابنیه‌ای همچون کوئیرینال، ویمینال، و تپه اسکوئیلین توسط او می‌شد را، می‌ستایند. سرویوس تولیوس برخی از مراسم مذهبی رم را پایه‌گذاری کرد، و معابد خاص فورتونا و دیانا را بنا نمود، و همچنین در اسکوئیلین، کاخی را برای خود بنیان نهاد. همچنین دربارهٔ او گفته می‌شود که او به میزان زیادی ثروت و دارایی پایین‌ترین طبقات رم، اعم از شهروندان و افراد غیر شهروند را افزایش داد، و وضع زندگی آنان را با وجود مخالفت پاتریسین‌ها (اشراف رومی) بهبود بخشید.
در عوض وی قانون اساسی تدوین کرد که «قانون اساسی سرویوسی» نامیده می‌شد و به موجب آن، حق تقدم به طبقات بالادست تعلق می‌گرفت. وی پلبینها را نیز، در سی قبیله گرد آورد و در پیرامون رم دیوار عظیمی ساخت که هنوز ویرانه‌های آن، برجاست.
بر طبق اظهار پلینی، سرویوس تولیوس نخستین پادشاه روم بود که نقش کردن تصاویری از گاو، گاومیش و خوک بر قطعات فلز و استفاده از آن در مبادلات و معاملات بود. قبل از این زمان، رومی‌ها از روش سادهٔ استفاده از توده یا تکه‌های فلز در تجارت و معاملات خود استفاده می‌کردند.

## اقدامات
پس از آن که تارکوینیوس اول، پس از ۳۸ سال حکومت به‌دست پاتریسینها کشته شد، پاتریسینها می‌خواستند که دوباره وظایف پادشاهی را به امور دینی محدود کنند. اما بیوه تارکوینیوس، به نام تاناکوئیل، بر اوضاع مسلط شد و توانست سلطنت را به پسرش [در برخی روایات: پسر کنیزش، در روایات دیگر: دامادش]، سرویوس تولیوس منتقل کند. سیسرون می‌گوید: «سرویوس نخستین کسی بود که بی‌آنکه از سوی مردم انتخاب شود، سلطنت کرد.» مراد از مردم در این عبارت، خانواده‌های اعیان [و یا شاید: سنای روم] است.
سرویوس مدبرانه حکومت کرد و برای حفظ رم از مهاجمان، بارو و خندقی پیرامون آن ساخت. اما زمینداران بزرگ حکومت او را خوش نداشتند، پس برای برانداختنش به دسیسه چینی پرداختند. سرویوس ناچار با توانگران پلبین‌ها متحد شد و برای تقویت موقعیت خود، سپاهیان و رأی دهندگان را سازمان و نظم تازه‌ای بخشید.
سرویوس پس از اینکه آمار افراد و دارایی آن‌ها را فراهم آورد، شارمندان را بر حسب دارایی تقسیم‌بندی کرد و نه بر حسب تبار؛ تا در عین آنکه آریستوکراسی قدیم دست نخورده بماند، در برابر آن‌ها طبقهٔ آکویتس را نیز ایجاد کند. این طبقه شامل کسانی می‌شد که می‌توانستند برای خود اسب و زرهی به دست آورند و در سپاه سوار، شرکت جویند.
سرشماری انجام گرفته توسط سرویوس تولیوس نشان می‌دهد که ۸۰ هزار نفر از مردم، قادر به حمل سلاح بوده‌اند؛ اگر هر سرباز را صاحب یک زن و فرزند فرض کنیم، می‌توانیم تخمین بزنیم که جمعیت رم، در حدود سال ۵۶۰ قبل از میلاد بالغ بر ۲۶۰هزار تن بوده است.
سرویوس مردم را به سی و پنج طایفه تازه بخش کرد و مبنای تقسیم را، نه خویشاوندی و مقام، بلکه اقامتگاه ایشان قرار داد و بدین گونه، مانند کلیسنس در یک قرن بعد، از انسجام و قدرت آریستوکراسی در انتخاب کاست، زیرا که این طبقه‌ای بود که، به حکم تبار، برتر از دیگران شمرده می‌شد.

## عاقبت

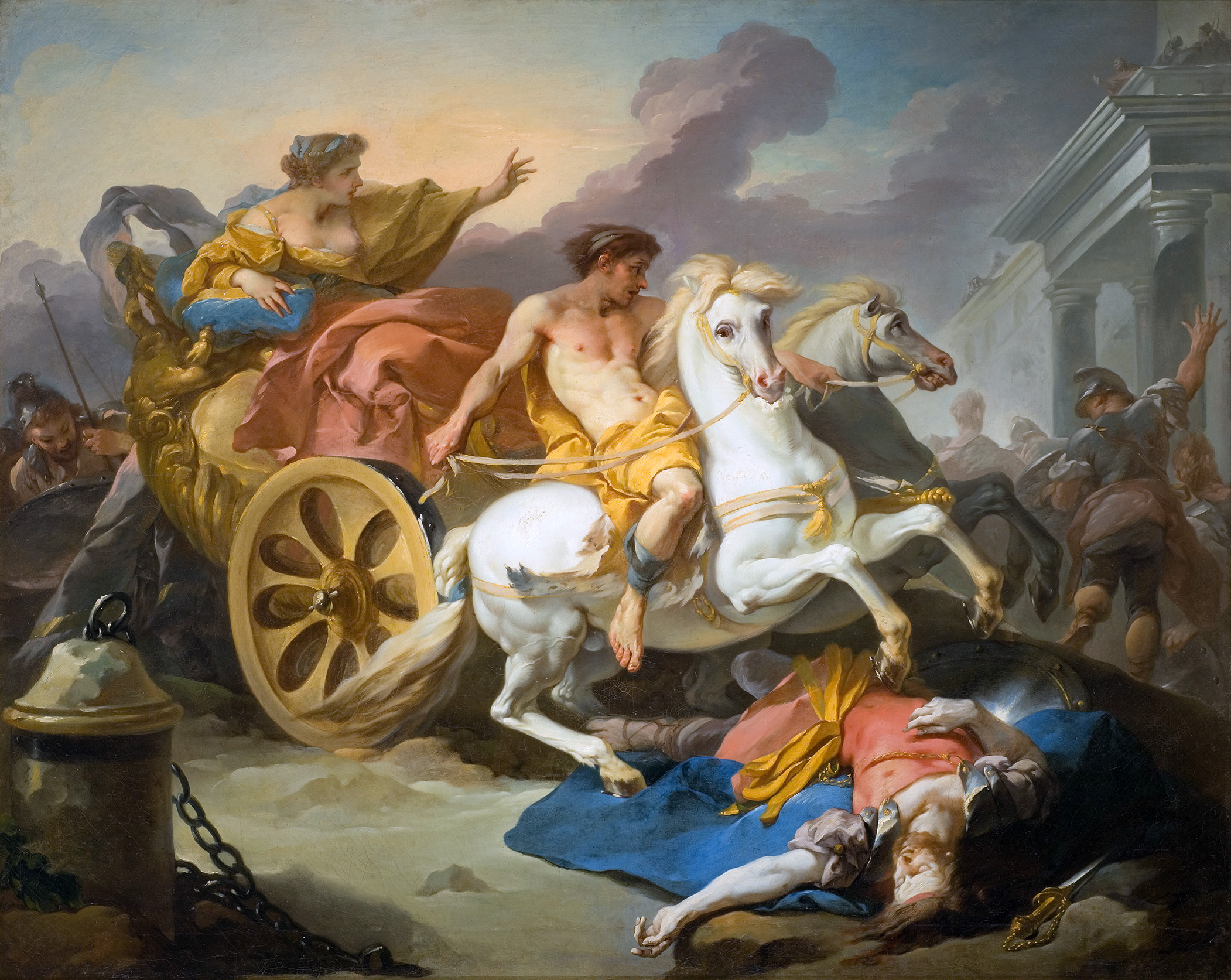
ارابه‌رانی تولیوس بر پیکر پدرش، اثر ۱۷۳۵

بر اساس روایت تیتوس لیویوس در از پیدایش روم، سرویوس برای مدت ۴۴ سال فرمانروایی کرد، و حکومت او زمانی خاتمه یافت که وی توسط دختر خیانتکارش تولیا و دامادش لوکیوس تارکوئینیوس متکبر به قتل رسید. این واقعه راه را برای لغو سلطنت روم و بنیانگذاری جمهوری روم هموار نمود.
هنگامی‌که تارکوینیوس دوم، سرویوس را به بی قانونی در حکومت متهم کرد، سرویوس از عامهٔ مردم رأی اعتماد خواست و به گفتهٔ لیویوس، مردم به اتفاق به او رأی دادند. اما با این وجود تارکوئینیوس مجاب نشد و سرویوس را کشت و شاهی خود را اعلام کرد.